# Edge of Forever
Edge of Forever è il decimo album in studio del gruppo musicale southern rock statunitense Lynyrd Skynyrd, pubblicato nel 1999.

## Tracce
1. Workin' – 4:53
2. Full Moon Night – 3:44
3. Preacher Man – 4:33
4. Mean Streets – 4:49
5. Tomorrow's Goodbye – 5:05
6. Edge of Forever – 4:23
7. Gone Fishin' – 4:22
8. Through It All – 5:28
9. Money Back Guarantee – 4:01
10. G.W.T.G.G. – 4:03
11. Rough Around the Edges – 5:05
12. FLA – 3:53

## Formazione
- Johnny Van Zant - voce
- Gary Rossington - chitarra
- Rickey Medlocke - chitarre, cori
- Leon Wilkeson - basso
- Billy Powell - piano, tastiera
- Hughie Thomasson - chitarre, cori
- Kenny Aronoff - batteria
- Dale Krantz Rossington - cori
- Carol Chase - cori